# Semachrysa wallacei
Semachrysa wallacei är en insektsart som beskrevs av Brooks 1983. Semachrysa wallacei ingår i släktet Semachrysa och familjen guldögonsländor. Inga underarter finns listade i Catalogue of Life.